# البيت الأحمر (لندن)

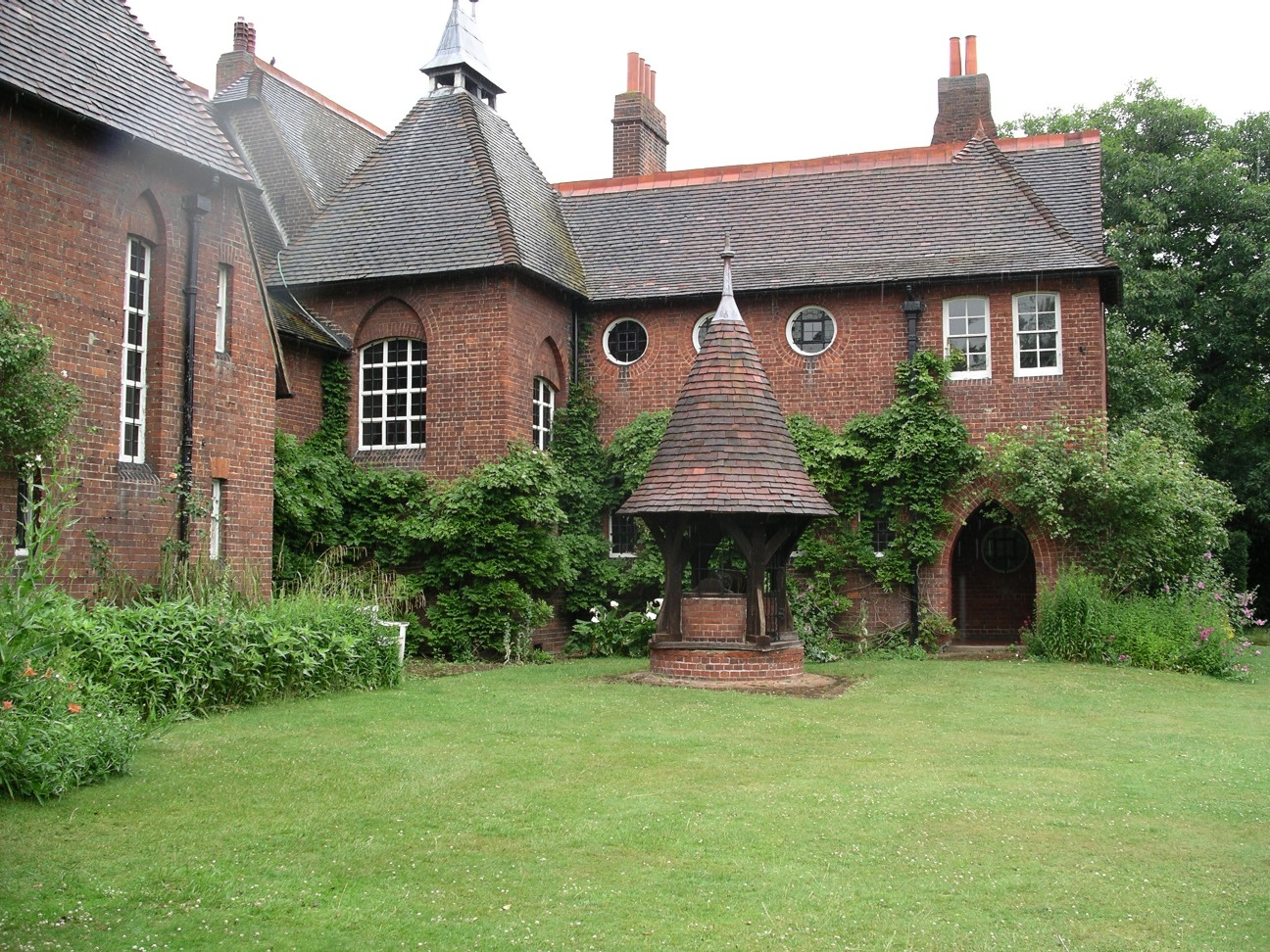
البيت الأحمر في لندن.

المنزل الأحمر (بالإنجليزية: Red House) هو مبنى تاريخي يقع في  بيكسليهيث في جنوب شرق لندن، إنجلترا، ويعبّر عن تاريخ حركة الفنون والحرف ونمط العمارة البريطاني في القرن التاسع عشر بشكل عام. تم تصميمه في عام 1859 من قبل مالكه، المعمار ويليام موريس، والمعمار فيليب ويب،  أما اللوحات الجدارية والزجاج الملون فقد صممهما  إدوارد جونز. كان موريس يريد منزلا لنفسه وزوجته الجديدة، جين. وقد رغب أيضا أن يكون لها "قصرا للفنون"، والذي يمكّنه وأصدقائه في نفس الوقت من أن يتمتعوا بأعمال الإنتاج الفني. تم بناء المنزل من الطوب الأحمر مع قرميد حاد، وبشكل يركز على استخدام المواد الطبيعية.